# Григор Скевраци
Григо́р Скевраци́ (арм. Գրիգոր Սկեվռացի, между 1160 или 1170 — ок. 1230), также Ламбронаци (арм. Լամբրոնացի) — армянский писатель, переводчик и музыкант XII—XIII веков

## Жизнь и творчество
Родился в 60-х годах XII века в крепости Ламброн Киликийской Армении. Обучение прошёл в расположенном неподалёку от Ламброна монастыре Скевра, под руководством Нерсеса Ламбронаци. Позже стал настоятелем монастыря Скевра, имел титул вардапета. Был кандидатом в католикосы во время выборов 1221 года. Брат матери Геворга Скевраци.
Творческое наследие Григора Скевраци богато и разнообразно — до нас дошли многочисленные речи, панегирики, и истолковательные сочинения. Особенно известны его жития Григора Лусаворича и Нерсеса Ламбронаци, толкования пророчеств Исаии и церковная речь «Слово о Воскресении Христа». В некоторых своих трудах касается вопросов противостояния киликийской интеллигенции и духовенства, обсуждает возможность объединения армянской и католической церквей. Был первым переписчиком трудов Нерсеса Ламбронаци. В 1203 году, по приказу царя Левона, переводит с греческого на армянский язык письмо Никейского архиепископа Иоанна католикосу Закарию Дзагеци. Занимался переводами Псалмов на армянский язык. Значительно способствовал развитию армянского музыкального искусства, писал шараканы, лучший из которых — «Солнце справедливости», вошёл в сборник армянских церковных гимнов «Шаракноц».

### Сочинения

страница из «Книги Молитв», Константинополь, 1742

- «Слово о Воскресении Христа» (арм. «Ճառ ի Յարութիւն Քրիստոսի»)[3]
- «Хвалебное повествование о рождении, добродетельной жизни и вознесении пресвятейшей девы» (арм. «Բան գովեստի պատմագրաբար յաղագս ծննդեան, քաղաքավարութեան եւ վերափոխման ամենասուրբ կուսին»)[5][7]
- «Слово о христианском учении» (арм. «Ճառք քրիստոնեական վարդապետութեան»)[2]
- «История жизни святого Григора Лусаворича» (арм. «Պատմութիւն վարուց սրբոյն Գրիգորի Լուսաւորչի»)[3]
- «Панегирик святому Ламбронаци» (арм. «Ներբողեան ի սուրբն Լամբրոնացի») — издан в 1854 году в Венеции[9]
- «Житие Григора Нарекаци» (арм. «Վարք Գրիգորի Նարեկացւոյ»)[3][7]
- «Солнце справедливости» (арм. «Արեգականն արդարութեան») — шаракан-акростих, посвящённый Иоанну Крестителю. Состоит из 36 четверостиший, каждое из которых начинается с соответствующей буквы армянского алфавита. В песне поётся о рождении, проповеднической деятельности и мученической смерти Иоанна[5][7].
- «Слово об истинной вере и добродетельном житие» (арм. «Խօսք ճշմարիտ հաւատքի եւ առաքինասէր վարքի մասին») — издан в 2010 году[10]. Это сочинение приписывали также Григору Нарекаци или Григору Мартиролюбу Старшему[11][12]
- «Книга молитв» (арм. «Գիրք աղօթից»)[13] — издан в Константинополе в 1742 году[5]. Это сочинение иногда приписывают Григору Мличеци[11].
- «Порядок и каноны молитв» (арм. «Կարգ եւ կանօն աղօթից») — это сочинение приписывают также Григору Нарекаци[11].
- «Объяснение Эвагрия» (арм. «Լուծմունք Եվագրի»)[2] — толкования к труду «Светлая война» Эвагрия Понтийского. Это сочинение приписывают также Григору Мартиролюбу Младшему[11].
- «Слово к главе 53 Исаии» (арм. «Բան Եսայեայ գլխոյ ծգ») — толкования к речи «Господи, кто поверил?» пророка Исаии. Копия рукописи есть в Венеции[2].

Комментарии
1. ↑  католикосом был избран Костандин Бардзрбердци (1221—1267)